# Девід М. Фрідман
Девід Мелех Фрідман (англ. David Melech Friedman; нар. 8 серпня 1958) — американський адвокат, фахівець з питань банкрутства. Посол США в Ізраїлі з 15 травня 2017.

## Біографія
Виріс у Норт-Вудмері, штат Нью-Йорк. Його батько був рабином, а мати працювала вчителем англійської мови.
У 1978 р. він отримав ступінь бакалавра з антропології в Колумбійському університеті, у 1981 р. закінчив Школу права Нью-Йоркського університету.
Працював в Trump Organization адвокатом — фахівцем з питань банкрутства. З 1994 р. є співзасновником юридичної фірми Kasowitz, Benson, Torres & Friedman. Фрідман обіймав посаду президента просвітницької організації «Американські друзі Бейт-Ель» (грец. American Friends of Bet El Institutions), робив благодійні пожертви на адресу організації United Hatzalah і поселення Алех-Негев. Є колумністом ізраїльського Сьомого каналу та газети The Jerusalem Post.
У грудні 2016 р. обраний президент США Дональд Трамп призначив Фрідмана послом в Ізраїлі, це призначення повинен був затвердити Сенат США. Фрідман був затверджений на посаді 23 березня 2017 р. 52 голосами проти 46.